# Parcul dendrologic din Stăneștii de Jos
Parcul din Stăneștii de Jos (în ucraineană Нижньостанівецький дендрологічний парк) este un parc dendrologic de importanță locală din raionul Cozmeni, regiunea Cernăuți (Ucraina), situat în satul Stăneștii de Jos. Este administrat de școala locală.
Suprafața ariei protejate constituie 1 hectar, fiind stabilită administrativ în anul 2002 prin decizia comitetului executiv regional. Statutul a fost acordat pentru conservarea parcului dendrologic, fondat în 1964 în apropierea școlii, pe versantul văii râului Brusnița. Pe teritoriul dendrariului cresc peste 100 de specii de copaci și arbuști, inclusiv exotice valoroase: tisa, paltin occidental, Lignum vitae, etc.